# قائمة بمحطات توليد الطاقة في موريتانيا
قائمة بمحطات توليد الطاقة في موريتانيا

## محطات حرارية
| اسم المحطة            | المدينة | نوع الوقود    | السعة بالميجا واط | سنة الانتهاء | أصحاب المحطة                       | ملاحظات     |
| --------------------- | ------- | ------------- | ----------------- | ------------ | ---------------------------------- | ----------- |
| محطة نواذيبو الحرارية | نواذيبو | الغاز الطبيعي | 120               | 2014         | صملك (الشركة الموريتانية للكهرباء) | قيد التطوير |

## محطاتطاقة شمسية
| اسم المحطة                  | المدينة | السعة بالميجا واط | سنة الانتهاء | أصحاب المحطة               | ملاحظات |
| --------------------------- | ------- | ----------------- | ------------ | -------------------------- | ------- |
| محطة نواكشوط للطاقة الشمسية | نواكشوط | 15                | 2013         | شركة أبوظبي لطاقة المستقبل | تعمل    |

## محطاتطاقة الرياح
| اسم المحطة   | المدينة | السعة بالميجا واط | سنة الانتهاء | أصحاب المحطة                       | ملاحظات     |
| ------------ | ------- | ----------------- | ------------ | ---------------------------------- | ----------- |
| محطة نواذيبو | نواذيبو | 7                 |              | صملك (الشركة الموريتانية للكهرباء) | قيد التطوير |
| محطة نواكشوط | نواكشوط | 30                | 2015         |                                    | تحت التفاوض |